# إسكيا (كامبانيا)
إسكيا (كامبانيا) هي بلدة تقع في جزيرة إسكيا في البحر التيراني. إداريًا هي جزء من مدينة نابولي الحضرية، في منطقة كامبانيا في جنوب إيطاليا. تشتهر بالحمامات الحرارية بسبب الطبيعة البركانية للجزيرة.

## نبذة
ينقسم المركز الرئيسي للمدينة بين إسكيا بورتو وإسكيا بونت. أخذ اسم إسكيا بونت من جسر خشبي سابق (بونت) والذي ربطه حتى القرن الثامن عشر بقلعة أراغون.

## روابط خارجية
- Official Comune Ischia website